# Chaudenay-la-Ville
Chaudenay-la-Ville is een gemeente in het Franse departement Côte-d'Or (regio Bourgogne-Franche-Comté) en telt 37 inwoners (2009). De plaats maakt deel uit van het arrondissement Beaune.

## Geografie
De oppervlakte van Chaudenay-la-Ville bedraagt 5,8 km², de bevolkingsdichtheid is dus 6,4 inwoners per km².
De onderstaande kaart toont de ligging van Chaudenay-la-Ville met de belangrijkste infrastructuur en aangrenzende gemeenten.

## Demografie
Onderstaande figuur toont het verloop van het inwonertal (bron: INSEE-tellingen).